# دميترو كوليبا
دميترو أيفانوفيج كوليبا (بالأوكرانية: Дмитро́ Іва́нович Куле́ба) سياسي أوكراني ولد في (أبريل 19 1981 سومي، أوكرانيا)  شغل منصب وزير خارجية أوكرانيا ونائب رئيس وزراء أوكرانيا للتكامل الأوروبي والأوروبي الأطلسي لأوكرانيا منذ (29 أغسطس 2019) كان الممثل الدائم لأوكرانيا في مجلس أوروبا بين عامي 2016 و2019
يعمل في وزارة الخارجية منذ عام 2003، تم اختيار دميترو كوليبا كأفضل سفير أوكراني لعام 2017 من قبل معهد السياسة العالمية.